# روزنامه‌نگاری اجتماعی
روزنامه‌نگاری اجتماعی که روزنامه‌نگاری عمومی هم نامیده می‌شود، ایده یکپارچه کردن روزنامه‌نگاری با فرایند دموکراتیک است. رسانه نه تنها به عموم مردم اطلاع‌رسانی می‌کند بلکه در راستای ایجاد بحث و مناظره‌های عمومی و جذب شهروندان هم تلاش می‌کند.
جنبش روزنامه‌نگاری اجتماعی تلاشی است برای در نظر نگرفتن این باور که روزنامه‌نگاران و مخاطبان آن‌ها در فعالیت‌های سیاسی و اجتماعی تنها بیننده هستند. در این جایگاه، جنبش روزنامه‌نگاری اجتماعی تلاش می‌کند که خواننده‌ها و اعضای جامعه را به عنوان فعالان و شرکت‌کنندگان، تربیت کند. با یک دنبال کردن کوچک اما منسجم، روزنامه‌نگاری اجتماعی بیشتر به یک فلسفه تبدیل شده‌است تا اینکه یک فعالیت باشد.